# Glux-en-Glenne
Glux-en-Glenne é uma comuna francesa na região administrativa de Borgonha-Franco-Condado, no departamento Nièvre. Estende-se por uma área de 22,8 km². Em 2010 a comuna tinha 92 habitantes (densidade: 4 hab./km²).